# Imigração indiana em Taiwan
A imigração indiana em Taiwan é o movimento populacional de indianos para Taiwan. Há uma pequena comunidade de indianos em Taiwan, que consiste principalmente de imigrantes e expatriados da Índia. Em abril de 2013, havia cerca de 1.900 indianos residentes em Taiwan.
Na década de 1980, ocorre a primeira onda de imigração indiana para o Taiwan, quando um pequeno número de sindis se estabeleceram como comerciantes no país. Esta comunidade costumava ter cerca de duzentas famílias, mas atualmente, encontra-se apenas 40 ou 50 famílias, em consequência da maioria delas migraram para a China, principalmente para Guangzhou. Outro grupos de imigrantes indianos, de tamanho semelhante é formado por famílias ligadas ao comércio de diamantes e pedras preciosas que vendem seus produtos para joalheiros de Taiwan.
Como parte de sua política externa "Atender o Leste", a Índia tem procurado cultivar extensas relações com Taiwan em comércio e investimento, bem como desenvolver cooperação em ciência e tecnologia, questões ambientais e imigrações. Estes intercâmbios têm levado a um menor afluxo de indianos em Taiwan, com pequenos grupos de cidadãos indianos surgindo em vários locais perto das maiores universidades do país, notadamente em Hsinchu e Taipei. Atualmente, existem cerca de cem cientistas indianos apenas na Academia Sinica.

## Cultura
Nas cidades de Taiwan, há uma maior visibilidade sobre a Índia e sua cultura. Yoga, moda indiana e dança são populares entre muitos taiwaneses. Spas ayurvédicos estão surgindo em grandes hotéis e salões de beleza e também há muitos restaurantes indianos em todo o país. Muitos festivais indianos, como Diwali e Holi, são celebrados pela comunidade indiana em Taiwan.